# SAPTCO
SAPTCO is het Saoedische openbaar vervoersbedrijf dat busvervoer aanbiedt. SAPTCO is de afkorting van Saudi Public Transport Company. Het bedrijf werd in 1979 opgericht. SAPTCO heeft het alleenrecht op deze markt en biedt verbindingen aan tussen alle grotere plaatsen. Het bedrijf heeft ongeveer 3000 bussen in dienst. 
De bussen van SAPTCO zijn vaak voorzien van airconditioning. In de bussen van SAPTCO zitten mannen gescheiden van vrouwen en families. Los reizende mannen nemen achter in de bus plaats.